# Instamatic

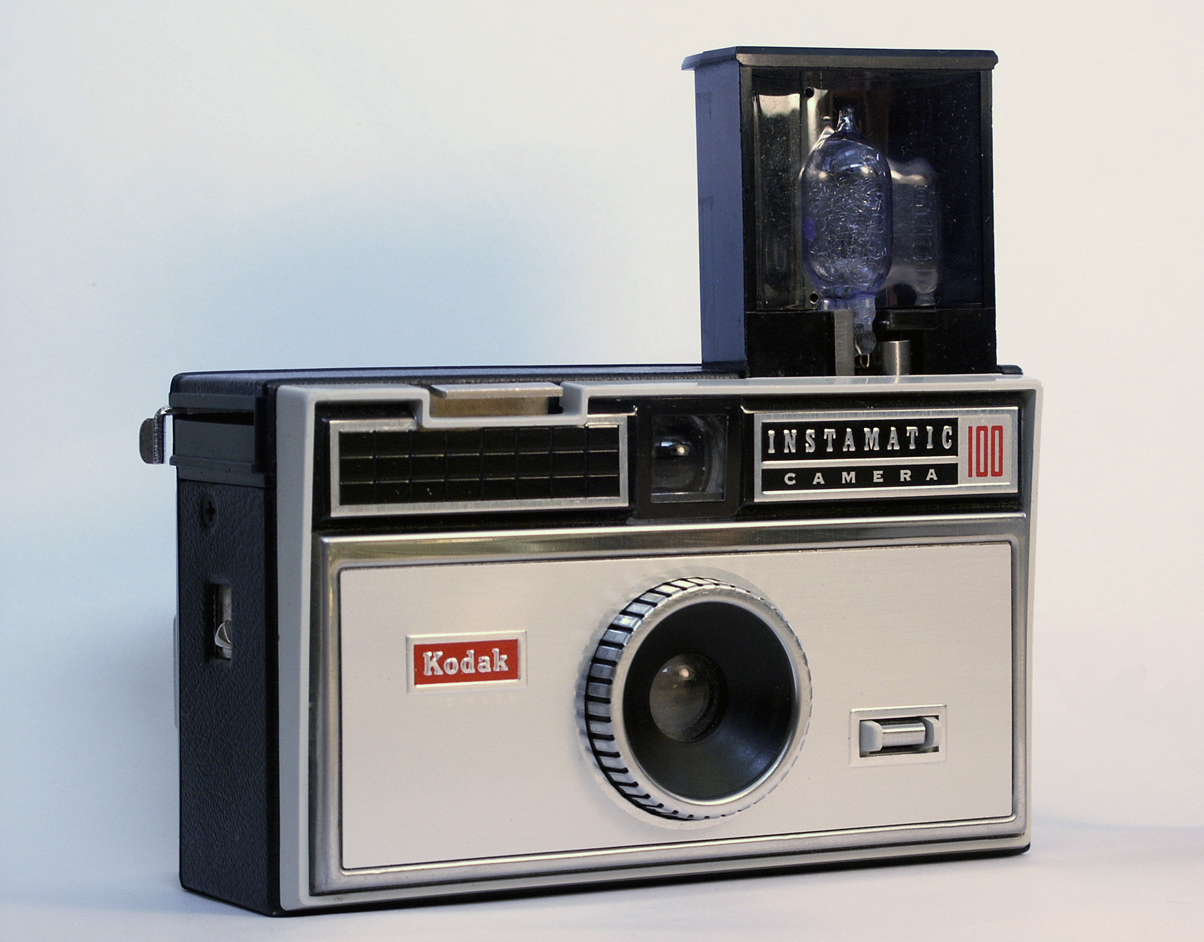
La Instamatic 100, primera Instamatic venuda als EUA

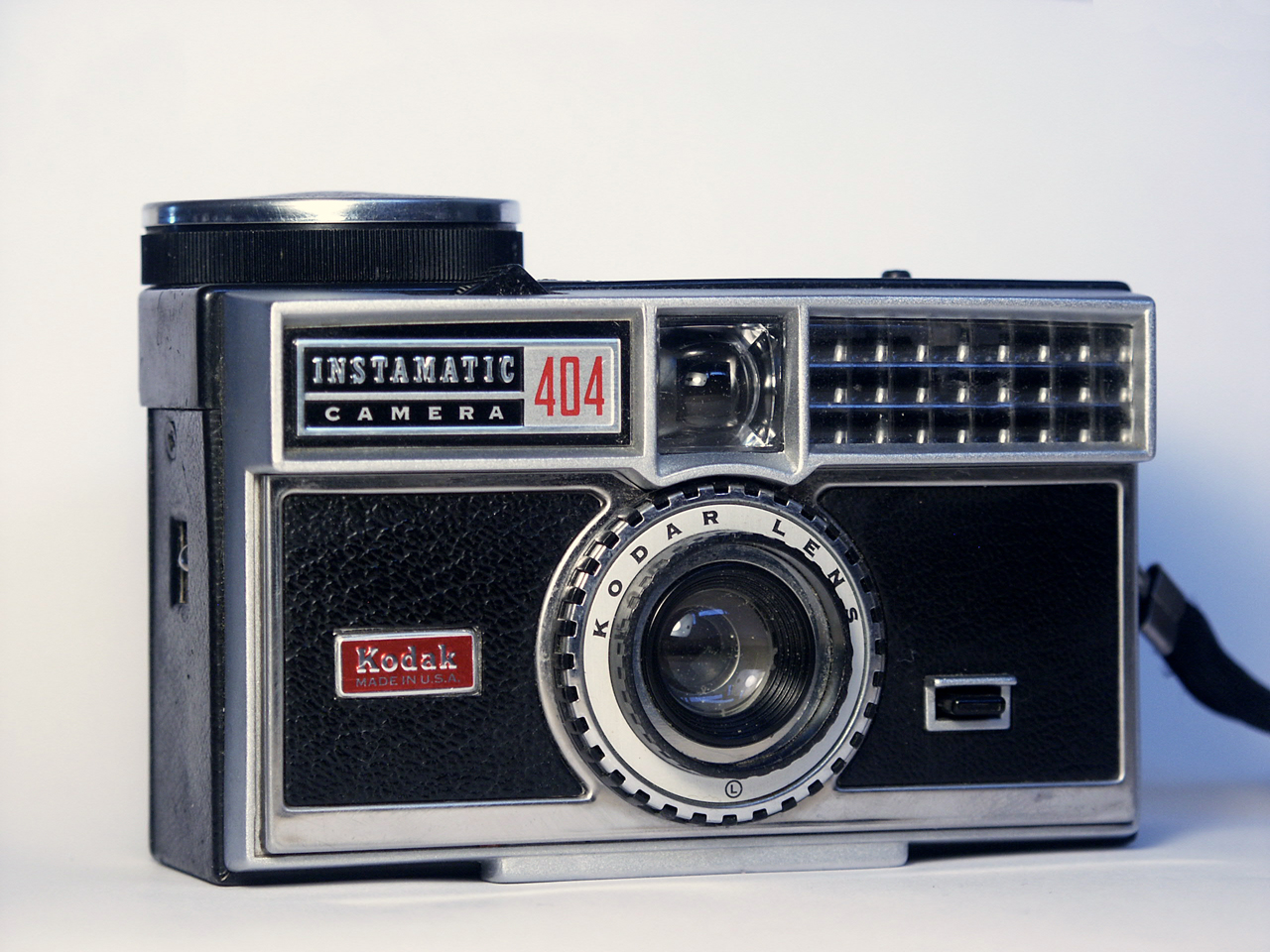
Instamatic 404, amb obertura de seleni i control de metre, lent triple Cooke i rebobinatge automàtic

Les Instamatic són una sèrie de càmeres de pel·lícula 126 i 110, econòmiques i fàcils de portar, fabricades per Kodak a inicis del 1963. La Instamatic va ser increïblement reeixida, i va introduir tota una generació a la fotografia gràcies al seu baix preu. Va originar, també, un gran nombre d'imitacions.
Durant el seu apogeu va ser tan ubiqua que el nom Instamatic es continua utilitzant sovint (i de forma errònia) per referir-se a qualsevol càmera instantània de baix cost. Així mateix, també s'usa, igualment de forma equívoca, per a anomenar la línia de càmeres instantànies de Kodak.
El nom Instamatic també va ser utilitzat per Kodak per a algunes càmeres de Super 8.

## Primeres Instamatic
El dissenyador a càrrec de la Instamatic va ser Dean M. Peterson, també conegut més endavant per moltes de les innovacions amb les càmeres compactes dels vuitanta. La primera Instamatic que va sortir al mercat va ser la Instamatic 50, llançada a Regne Unit el 1963, aproximadament un mes abans del model 100. En canvi, el primer model llançat al mercat nord-americà va ser la Instamatic 100 bàsica. Amb una velocitat fixada a 1/90 de segon, obertura i enfocament, va continuar la tradició de les anteriors Kodak Brownie, conformant una càmera simple i instantània d'ús i assequible a qualsevol. També oferia un sistema de flaix incorporat per a bombetes AG-1, característica que no tenien les 50.
La primera Instamatic va sortir al mercat dels EUA a principis de 1963 amb el preu de 16 dòlars. Aviat la van seguir la 300 (que incorporava un fotòmetre), la 400 (amb fotòmetre i una pel·lícula amb avanç manual), i la 700 (amb fotòmetre, enfocament i velocitats de disparament seleccionables). Van ser les primeres càmeres que van utilitzar la pel·lícula de 126, un nou format de Kodak. El cartutx de pel·lícula de càrrega fàcil va reduir molt el cost de producció de les càmeres, ja que servia al mateix temps com a placa fotogràfica i com a mesurador d'exposició; s'estalviava així una gran càrrega de complexitat en el disseny i en el cost de manufactura. Kodak va vendre un gran nombre de pel·lícules de diapositiva i impressió en format 126.
La línia va anar ràpidament creixent per a incloure una varietat de models des de la bàsica, tot i que popular, 100/104 fins a la 800/804, amb exposició automàtica, que incloïa un xassís d'alumini, telèmetre, exposímetre de seleni, i un sistema mecanitzat de rebobinatge de la pel·lícula (les xifres -100/104- es refereixen al tipus de flaix: els models acabats en 0 tenien el flaix incorporat, mentre els que acabaven en 4 usaven un accessori per al flaix - el flashcube). El millor model fabricat als Estats Units va ser el 814, amb lent de quatre elements i visor de gamma doble. De totes maneres, el model millor valorat va ser la Instamatic Reflex SLR, fabricada a Alemanya, que podia acceptar diverses lents de Retina amb muntura S.

## Èxit comercial
La Instamatic va ser un èxit immediat; més de 50 milions de càmeres Instamatic van ser fabricades entre 1963 i 1970. La mateixa empresa, Kodak, va arribar a regalar una quantitat considerable en una promoció conjunta amb els mocadors de la marca Scott a principis de 1970, amb el propòsit de crear un nombre més gran de fotògrafs i estimular una demanda major i constant per al seu negoci de pel·lícules.
Molts altres fabricants van intentar capitalitzar les seves pròpies càmeres 126 amb la popularitat de les Kodak, entre ells Canon, Olympus, Minolta, Ricoh, Zeiss Ikon, i fins i tot Rollei. Alguns d'aquests models eren, amb diferència, més sofisticats i cars que les càmeres Kodak. La Rollei SL26, per exemple, incloïa lents intercanviables, TTL metering (en anglès, Through-the-lens metering - mesurador entre lents) i telèmetre, pel preu de 300 dòlars.
Una nova sèrie d'Instamatic va ser presentada el 1970 per a treure profit de la nova tecnologia del flaix Magicube. Aquests "magicubes" usaven detonadors pirotècnics disparats mecànicament per a cada bombeta, cosa que suposava una millora enfront dels flaixos anteriors, ja que la necessitat de bateries va desaparèixer. Les Instamatic amb Magicubes es diferenciaven amb la nomenclatura X en el codi de model (ex.: X-15 o 55X).

## Instamatic de butxaca (Format 110)

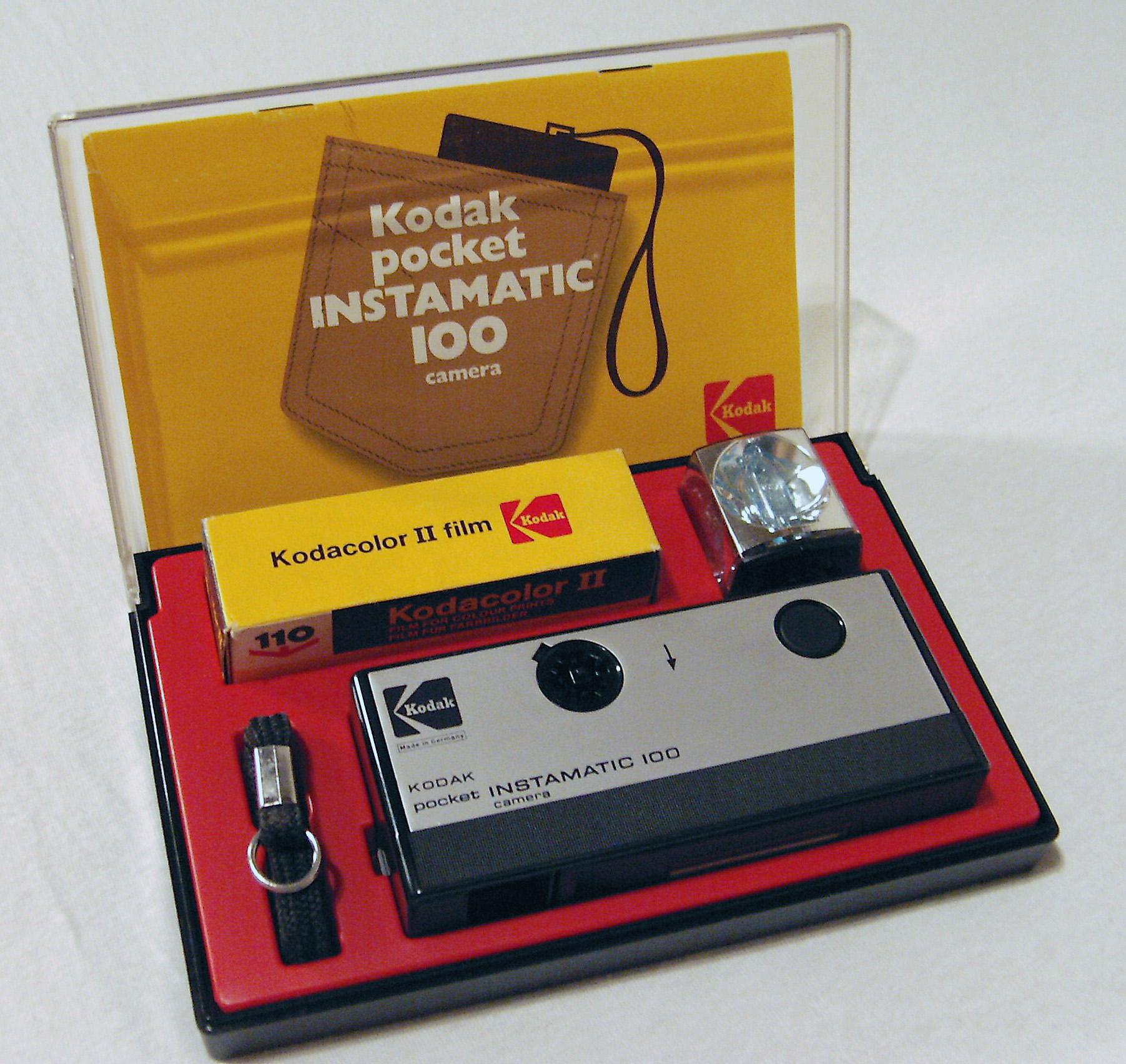
Instamatic de butxaca de Kodak, amb pel·lícula de 110

El 1972, Kodak va presentar la sèrie Instamatic de butxaca per al seu nou format 110. El cartutx de 110 tenia el mateix disseny de recàrrega simple que el format 126, però era molt més petit, permetent que les càmeres fossin molt compactes (d'aquí la denominació "de butxaca"). El model per excel·lència va ser la Instamatic de butxaca 60, amb cos d'acer inoxidable, telèmetre i exposició automàtica. Es van produir més de 25 milions d'Instamatic de butxaca en menys de tres anys; i el format 110 es va mantenir popular fins a la dècada dels noranta. Així i tot, la reduïda grandària limitava la qualitat quan s'usava l'emulsió de la pel·lícula del moment. Dut a la pràctica, moltes de les imatges revelades eren petites, de manera que el problema no va fer-se present fins que va créixer la mida.

## Des dels mitjans setanta fins a finals dels vuitanta
El 1976 la sèrie Instamatic X va ser actualitzada per a l'ús del nou sistema de flaix Flipflash. Aquestes càmeres es van designar amb el sufix "F" afegit al codi de model. La X-15F bàsica va ser l'última Instamatic venuda als Estats Units, mantenint-se a la venda fins a 1988.